# Sierlijke russula
De sierlijke russula (Russula gracillima) is een paddenstoel uit de familie Russulaceae. De soort komt van nature voor in de gematigde streken van Europa, Azië en Noord-Amerika. De paddenstoel is gewoonlijk te zien vanaf de zomer tot late herfst. Hij groeit in kleine groepjes op vochtige tot droge plaatsen in de buurt van berken en soms ook wilgen. De schimmel vormt met de bomenwortels een ectomycorrhiza.

## Kenmerken

### Uiterlijke kenmerken
Hoed
De hoed is 2–6 cm in diameter en heeft een gegroefde rand. Meestal is de hoed dofgrijs of in het midden olijfkleurig met een roze rand. De hoed kan echter ook kleurloos of soms bleekviolet van kleur zijn. De hoed is in het begin bol en wordt later platter tot gewelfd met soms in het midden een kleine bult (umbo). De hoedhuid kan van een derde tot maximaal de helft worden afgetrokken. Oudere vruchtlichamen hebben vaak een gekartelde rand.
Lamellen
De iets aflopende lamellen en de sporen zijn bleek crèmekleurig. De lamellenranden zijn niet gezaagd of gekarteld als je ze met een vergrootglas bekijkt.
Steel
De fragiele, witte of licht grijsachtigroze steel is 3 tot 5 cm lang en 0,5 tot 1 cm dik. 
Vlees
Het broze vlees is wit en smaakt iets heet. 

### Microscopische kenmerken
De sporen zijn breed elliptisch, 7-9 µm lang en 5-7 µm breed, met tot 1 µm hoge, meestal geïsoleerde wratten. Tussen de wratten worden geen of zeer weinig verbindingslijnen gevormd. De talrijke cystidia in het hoedoppervlak zijn cilindrisch tot licht knotsvormig en tot 10 µm breed, niet of eenvoudig gesepteerd. De basidia zijn 42-48 µm lang en 8,5-11,5 µm breed, met vier sterigma's 4,5-5,5 µm breed. De cystidia zijn langknotsvormig of bolvormig met meestal 1 (-2) vernauwingen, met een korte, 0,5-2 µm lange appendiculum of verlengd tot een punt, 58-85 × 9,5-13,5 µm, meestal 70 µm lang en 11 µm breed. Blauw in sulfovanilline met uitzondering van de steel en de eventueel uitstekende punt.

## Verspreiding
Het is een Holarctische soort die voornamelijk voorkomt in gematigde tot boreale klimaatzones en gedeeltelijk doordringt in submeridionale gebieden. De russula komt voor in Noord-Azië (Oost-Siberië, Japan), Noord-Amerika (VS, Canada) en Europa. In Europa ligt de zuidelijke verspreidingsgrens in Spanje en Italië, en in het zuidoosten van Slovenië. In het westen komt het voor in Frankrijk, Nederland en Groot-Brittannië. Je vindt het daar helemaal tot aan de Hebriden. De russula is wijdverspreid in Noord-Europa en is te vinden in heel Fennoscandinavië. De noordelijke grens van zijn verspreidingsgebied ligt in Lapland.
In Nederland komt de sierlijke russula matig algemeen voor. Hij staat niet op de rode lijst en is niet bedreigd .